# You're Makin' Me High
"You're Makin' Me High" là một bài hát của nghệ sĩ thu âm người Mỹ Toni Braxton nằm trong album phòng thu thứ hai của cô, Secrets (1996). Nó được phát hành vào ngày 21 tháng 5 năm 1996 như là đĩa đơn đầu tiên trích từ album bởi LaFace Records. Ở Hoa Kỳ, "You're Makin' Me High" được phát hành như là đĩa đơn mặt A đôi với "Let It Flow" mà Braxton thu âm cho nhạc phim của bộ phim năm 1995 Waiting to Exhale. Bài hát được đồng viết lời và sản xuất bởi Babyface và Bryce Wilson, với nội dung liên quan đến cảm giác thỏa mãn của một người phụ nữ trong tình dục.
Sau khi phát hành, "You're Makin' Me High" nhận được những phản ứng tích cực từ các nhà phê bình âm nhạc, trong đó họ đánh giá cao quá trình sản xuất của nó cũng như chất giọng của Braxton thể hiện trong bài hát. Nó còn gặt hái nhiều giải thưởng và đề cử tại những lễ trao giải lớn, bao gồm chiến thắng một giải thưởng âm nhạc Billboard cho Bài hát R&B hàng đầu và một giải Grammy cho Trình diễn giọng R&B nữ xuất sắc nhất tại lễ trao giải thường niên lần thứ 37. Bài hát cũng đạt được những thành công đáng ghi nhận về mặt thương mại, lọt vào top 10 ở nhiều quốc gia như Úc, Canada, New Zealand và Vương quốc Anh. Tại Hoa Kỳ, "You're Makin' Me High"/"Let It Flow" đạt vị trí số một trên bảng xếp hạng Billboard Hot 100 trong một tuần, trở thành đĩa đơn quán quân đầu tiên của Braxton tại đây và được chứng nhận đĩa Bạch kim từ Hiệp hội Công nghiệp ghi âm Mỹ (RIAA).
Video ca nhạc cho "You're Makin' Me High" được đạo diễn bởi Bille Woodruff, trong đó bao gồm những cảnh Braxton cùng nhóm bạn (với sự tham gia diễn xuất của Erika Alexander, Vivica A. Fox và Tisha Campbell-Martin) đi tìm kiếm người đàn ông phù hợp để hẹn hò, bên cạnh hình ảnh cô trình diễn bài hát dưới phông nền xanh. Nó đã nhận được một đề cử tại giải Video âm nhạc của MTV năm 1996 ở hạng mục Video R&B xuất sắc nhất. Để quảng bá bài hát, Braxton đã trình diễn "You're Makin' Me High" trên nhiều chương trình truyền hình và lễ trao giải lớn, như The Rosie O'Donnell Show, giải thưởng Âm nhạc Mỹ năm 1997 cũng như trong tất cả những chuyến lưu diễn của cô kể từ khi phát hành. Ngoài ra, bài hát cũng xuất hiện trong nhiều album tuyển tập của Braxton, bao gồm Ultimate Toni Braxton (2003), Breathe Again: Toni Braxton at Her Best (2005) và The Essential Toni Braxton (2007).

## Danh sách bài hát
Đĩa CD tại châu Âu
1. "You're Makin' Me High" (radio chỉnh sửa) – 4:07
2. "You're Makin' Me High" (Classic chỉnh sửa) – 3:35

Đĩa CD tại Hoa Kỳ
1. "You're Makin' Me High" (radio chỉnh sửa) – 4:07
2. "Let It Flow" – 4:22

Đĩa CD tại Anh quốc
1. "You're Makin' Me High" (radio chỉnh sửa) – 4:07
2. "Let It Flow" – 4:22
3. "Breathe Again" – 4:17
4. "Another Sad Love Song" – 4:55

## Xếp hạng
| Bảng xếp hạng (1996)                     | Vị trí cao nhất |
| ---------------------------------------- | --------------- |
| Úc (ARIA)                                | 2               |
| Canada (RPM)                             | 5               |
| Canada Dance/Urban (RPM)                 | 1               |
| Châu Âu (European Hot 100 Singles)       | 30              |
| Đức (Official German Charts)             | 47              |
| Ireland (IRMA)                           | 21              |
| Hà Lan (Dutch Top 40)                    | 13              |
| Hà Lan (Single Top 100)                  | 18              |
| New Zealand (Recorded Music NZ)          | 5               |
| Thụy Điển (Sverigetopplistan)            | 11              |
| Anh Quốc (OCC)                           | 7               |
| Hoa Kỳ Billboard Hot 100                 | 1               |
| Hoa Kỳ Dance Club Songs (Billboard)      | 1               |
| Hoa Kỳ Hot R&B/Hip-Hop Songs (Billboard) | 1               |
| Hoa Kỳ Pop Airplay (Billboard)           | 6               |

| Bảng xếp hạng (1996)                 | Vị trí |
| ------------------------------------ | ------ |
| Australia (ARIA)                     | 10     |
| Canada (RPM)                         | 57     |
| Canada Dance/Urban (RPM)             | 20     |
| Japan (Tokyo Hot 100)                | 22     |
| Netherlands (Dutch Top 40)           | 74     |
| Netherlands (Single Top 100)         | 92     |
| New Zealand (Recorded Music NZ)      | 22     |
| Sweden (Sverigetopplistan)           | 50     |
| UK Singles (Official Charts Company) | 79     |
| US Billboard Hot 100                 | 9      |
| US Hot Dance Club Songs (Billboard)  | 5      |
| US Hot R&B/Hip-Hop Songs (Billboard) | 1      |
| Bảng xếp hạng (1997)                 | Vị trí |
| US Billboard Hot 100                 | 98     |

| Bảng xếp hạng (1990–1999) | Vị trí |
| ------------------------- | ------ |
| US Billboard Hot 100      | 68     |

## Chứng nhận
| Quốc gia                                                                           | Chứng nhận | Số đơn vị/doanh số chứng nhận |
| ---------------------------------------------------------------------------------- | ---------- | ----------------------------- |
| Úc (ARIA)                                                                          | Bạch kim   | 70.000^                       |
| New Zealand (RMNZ)                                                                 | Bạch kim   | 10.000*                       |
| Anh Quốc (BPI)                                                                     | Bạc        | 200,000^                      |
| Hoa Kỳ (RIAA)                                                                      | Bạch kim   | 1,500,000                     |
| * Chứng nhận dựa theo doanh số tiêu thụ. ^ Chứng nhận dựa theo doanh số nhập hàng. |            |                               |